# Neil Fleming
Neil Fleming (* 9. Januar 1950 in Felixstowe) ist ein ehemaliger englischer Fußballspieler.

## Karriere
Fleming spielte Anfang der 1970er für Lincoln United, Gainsborough Trinity, Lincoln Claytons und im Sunday League Football für Swiss Cottage, ehe er als Amateur im April 1972 zu Lincoln City kam. Im sportlich bedeutungslosen letzten Heimspiel der Saison 1973/74 kam er dabei unter Trainer Graham Taylor für die erste Mannschaft zu einem Einsatz in der Fourth Division gegen Northampton Town (Endstand 1:1). Im November 1974 zog er zu Grantham weiter, für die er bis 1976 neben 18 Einsätzen in der Southern League auch in den Erstrundenspielen des FA Cups gegen den Drittligisten Port Vale im November 1975 auflief (2:2 und 1:4 im Wiederholungsspiel); einen dauerhaften Stammplatz konnte sich der Abwehrspieler aber nicht erkämpfen. Nach seinem Abgang bei Grantham spielte er in der Folge erneut für Gainsborough Trinity, anschließend Ruston Bucyrus, Gainsborough United und nochmals die Lincoln Claytons.
Beruflich als Kontrolleur in der Maschinenbauindustrie tätig, begleitete er später auch noch Trainerposten bei Lincoln United und Lincoln Moorlands.